# Радебойль
Ра́дебёйль, Ра́дебойль  (нем. Radebeul, в.-луж. Radobyle или Radobyl, чеш. Saský Radobýl) — город в Германии, в земле Саксония, входит в район Майсен. Расположен к северо-западу от Дрездена, на реке Эльбе.
Население составляет 33434 человека (на 31 декабря 2013 года). Занимает площадь 26,06 км².

## История
Первое упоминание о Радебойле относится к 1349 году.
После строительства в 1879 году железнодорожной станции Радебойль стал бурно развиваться, присоединяя к своей территории близлежащие коммуны.
В 2002 году разлив Эльбы привёл к серьёзным разрушениям, последствия которых устранялись до 2004 года.

## Галерея

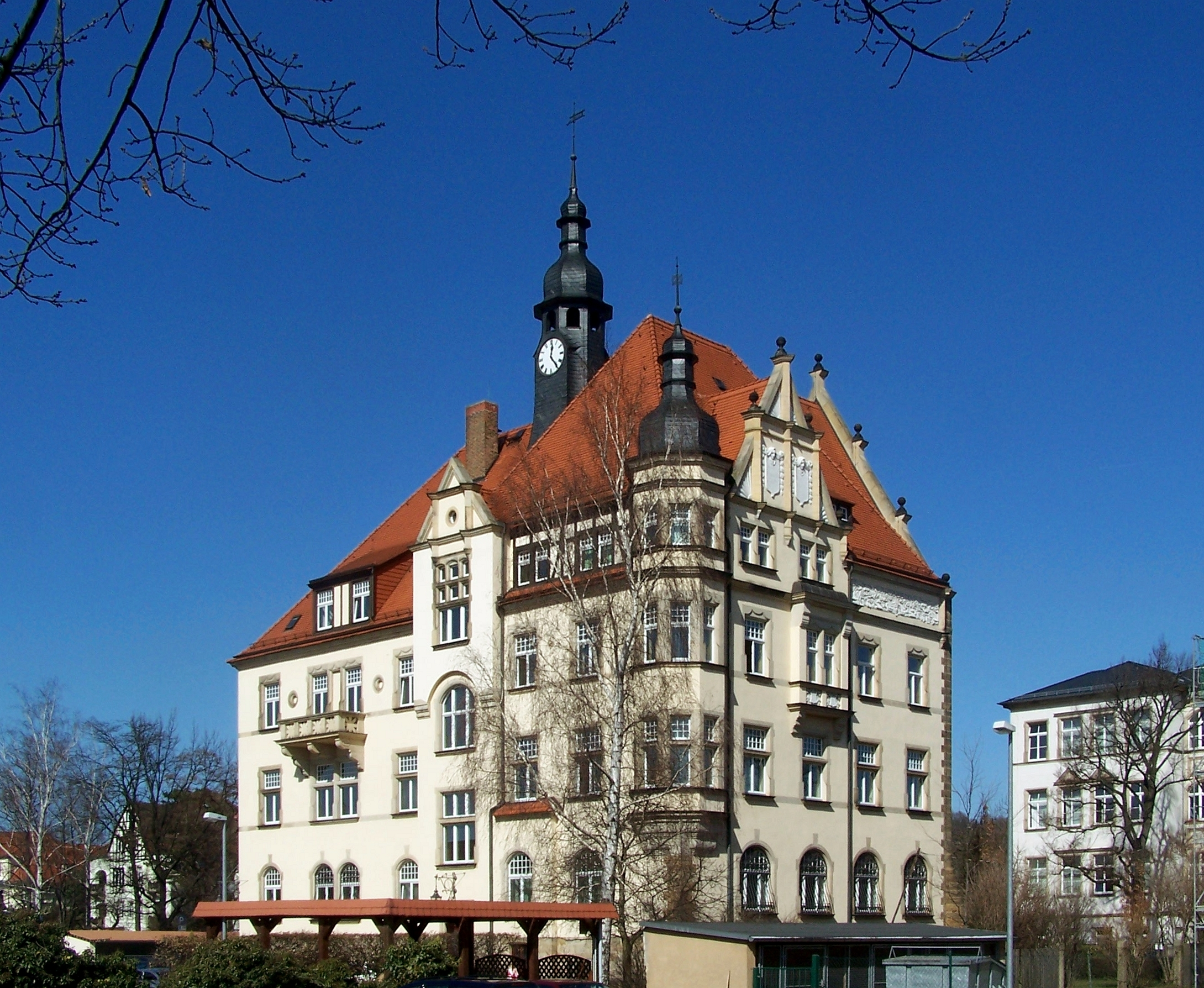
Здание городской администрации
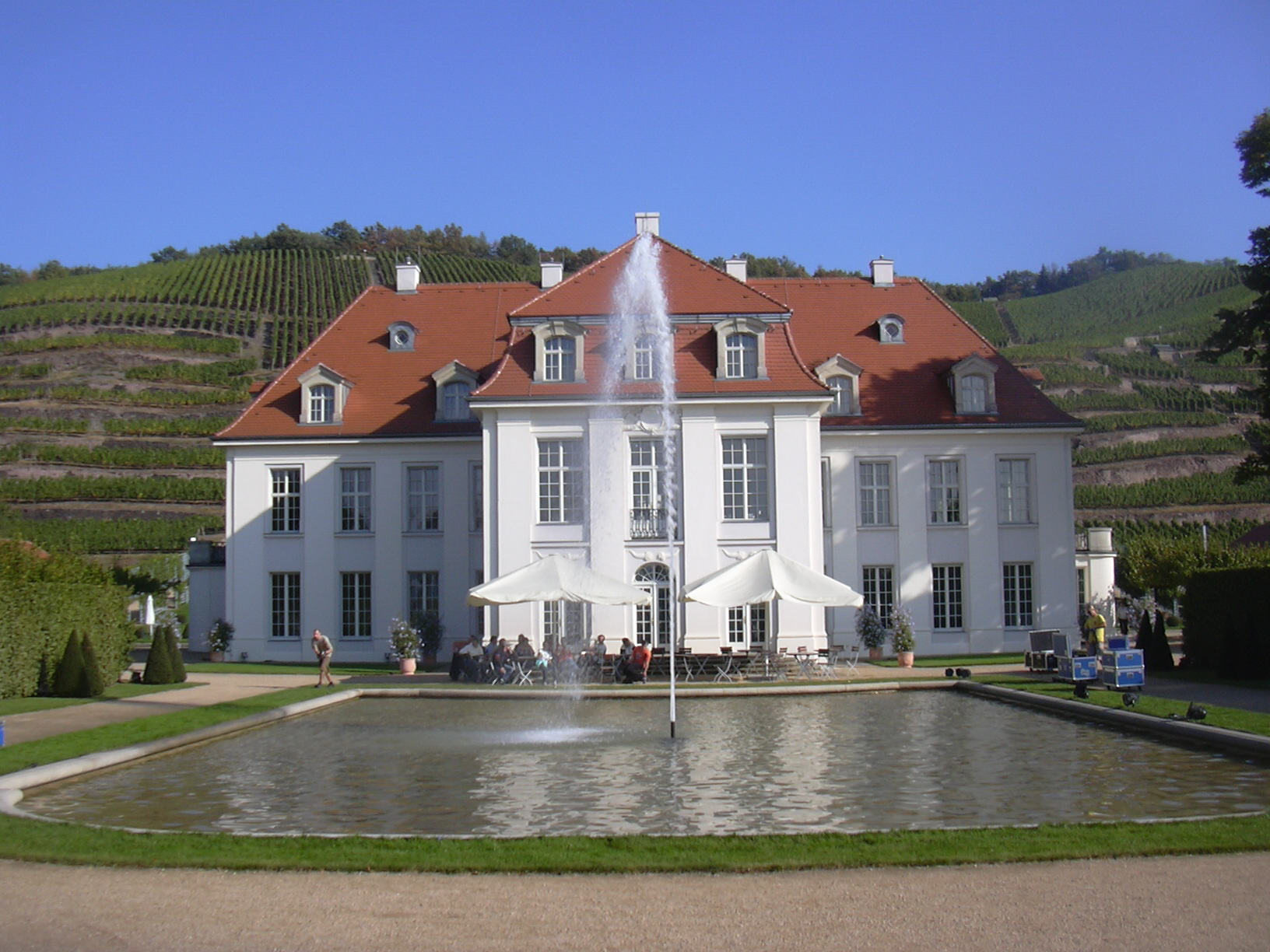
Замок Ваккербарт, с виноградниками на заднем плане
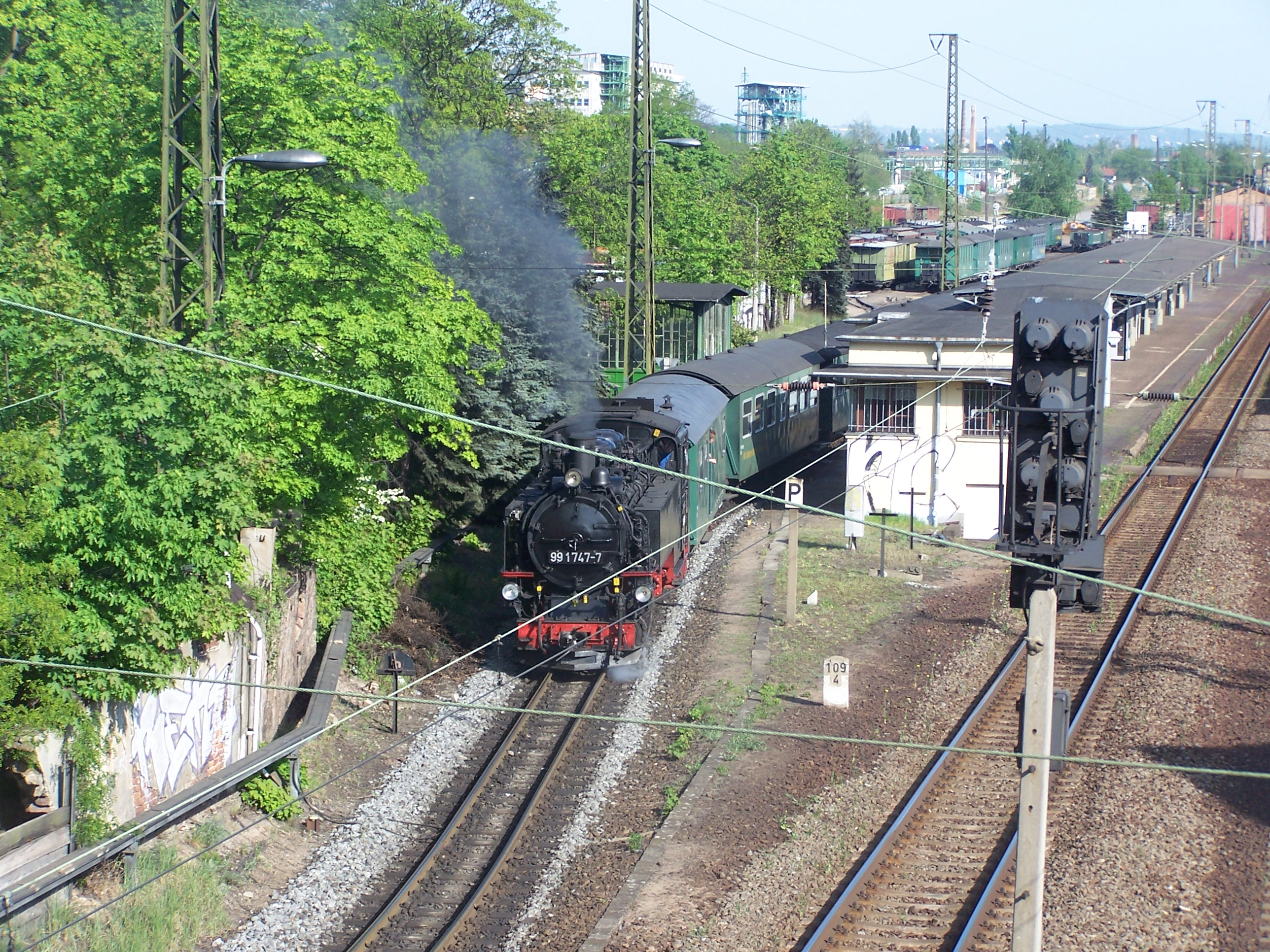
Узкая колея и паровоз, для туристических поездок в Радебург
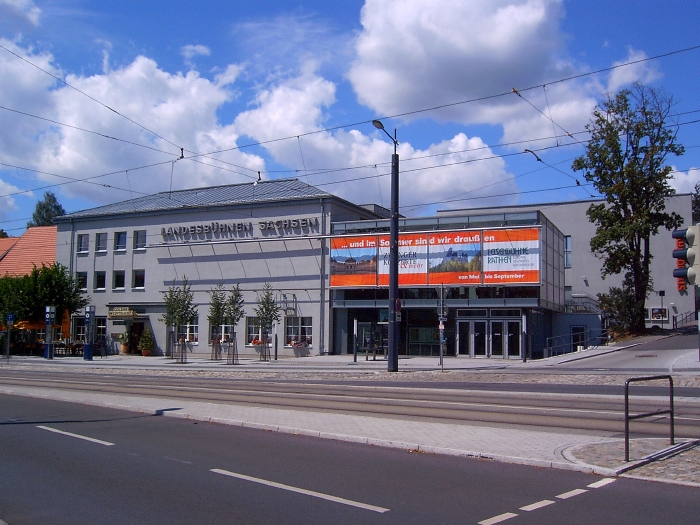
Здание театра